# Diclorofene
Il diclorofene è una molecola utilizzata come fungicida, germicida ed agente antimicrobico. Di solito viene utilizzato in combinazione con il toluene per la rimozione di parassiti quali ascaridi, nematodi e cestodi dai cani e dai gatti.
Possiede attività deodorante e può trovare impieghi in cosmetica, al pari dell'esaclorofene, sebbene il suo utilizzo sia limitato nei dosaggi a causa della sua tossicità. Trova anche impiego come alghicida per la manutenzione delle torri di raffreddamento.